# Iring Fetscher
Iring Fetscher (Pseudonym Edler von Goldeck; * 4. März 1922 in Marbach am Neckar; † 19. Juli 2014 in Frankfurt am Main) war ein deutscher Politikwissenschaftler. Internationale Anerkennung erwarb er insbesondere durch seine Forschungen zu Karl Marx.

## Leben
Iring Fetscher wurde als Sohn des Mediziners Rainer Fetscher und dessen Frau Claire, geb. Müller, in Marbach geboren. Sein Vater war Universitätsprofessor für Sozialhygiene in Dresden, wurde am 26. Februar 1934 aber aus dem Hochschuldienst am Pädagogischen Institut Dresden (zur Volksschullehrerausbildung) entlassen, da er Gegner der Nationalsozialisten war. Seine Lehrtätigkeit mit Professorentitel an der Allgemeinen Abteilung der Technischen Hochschule Dresden endete 1936.
Iring Fetscher besuchte von 1928 bis 1932 die Volksschule in Dresden, anschließend das König-Georg-Gymnasium im Stadtteil Johannstadt bis zum Abitur und 1940 noch eine Dolmetscherschule. Am 24. Mai 1940 beantragte er die Aufnahme in die NSDAP und wurde zum 1. September desselben Jahres aufgenommen (Mitgliedsnummer 7.729.137). Danach meldete er sich im Alter von achtzehn Jahren freiwillig in Altenburg bei einem Feldartillerieregiment als Offiziersanwärter bei der Wehrmacht; seine anfängliche Begeisterung für den Offiziersberuf konnte er nach eigenem Bekunden später nur noch schwer nachvollziehen. Fetscher war in Artillerieregimentern in den Niederlanden, Belgien und der Sowjetunion eingesetzt. Das Ende des Zweiten Weltkrieges erlebte er in Kopenhagen.
Nach der Entlassung aus britischer Kriegsgefangenschaft studierte Fetscher zunächst Humanmedizin; anschließend Philosophie, Germanistik, Romanistik und Geschichte an der Sorbonne in Paris und an der Eberhard Karls Universität Tübingen. Am 11. September 1947 vollzog Fetscher im Kloster Beuron die Konversion zum katholischen Glauben. 1948 wurde er Assistent bei Eduard Spranger, bei dem er 1950 mit einer Arbeit über Hegels Lehre vom Menschen promoviert wurde. Zu Studienzwecken hielt er sich viel in Paris und Frankreich auf. 1959 folgte die Habilitation mit der Schrift Rousseaus politische Philosophie.
Fetscher war zunächst wissenschaftlicher Assistent und Lehrbeauftragter an den Universitäten Tübingen (1949–1956) und Stuttgart (1957–1959). 1963 wurde er als Professor für Politikwissenschaft und Sozialphilosophie an die Universität Frankfurt berufen, wo er bis zu seiner Emeritierung 1987 blieb. Seine Forschungsschwerpunkte bildeten politische Theorie und Ideengeschichte. Diverse Gastprofessuren führten ihn u. a. an die New School for Social Research in New York (1968/1969), nach Tel Aviv (1972), an das Netherlands Institute for Advanced Study Wassenaar (1972/1973), an das Institute for Advanced Study der Australian National University in Canberra (1976) und an das Institute for European Studies der Harvard University (1977).
Fetscher war Mitglied des PEN-Zentrums Deutschland. Mit Vollendung seines 90. Lebensjahres bestimmte er, dass sein literarischer Nachlass dem Deutschen Literaturarchiv Marbach übergeben werde.

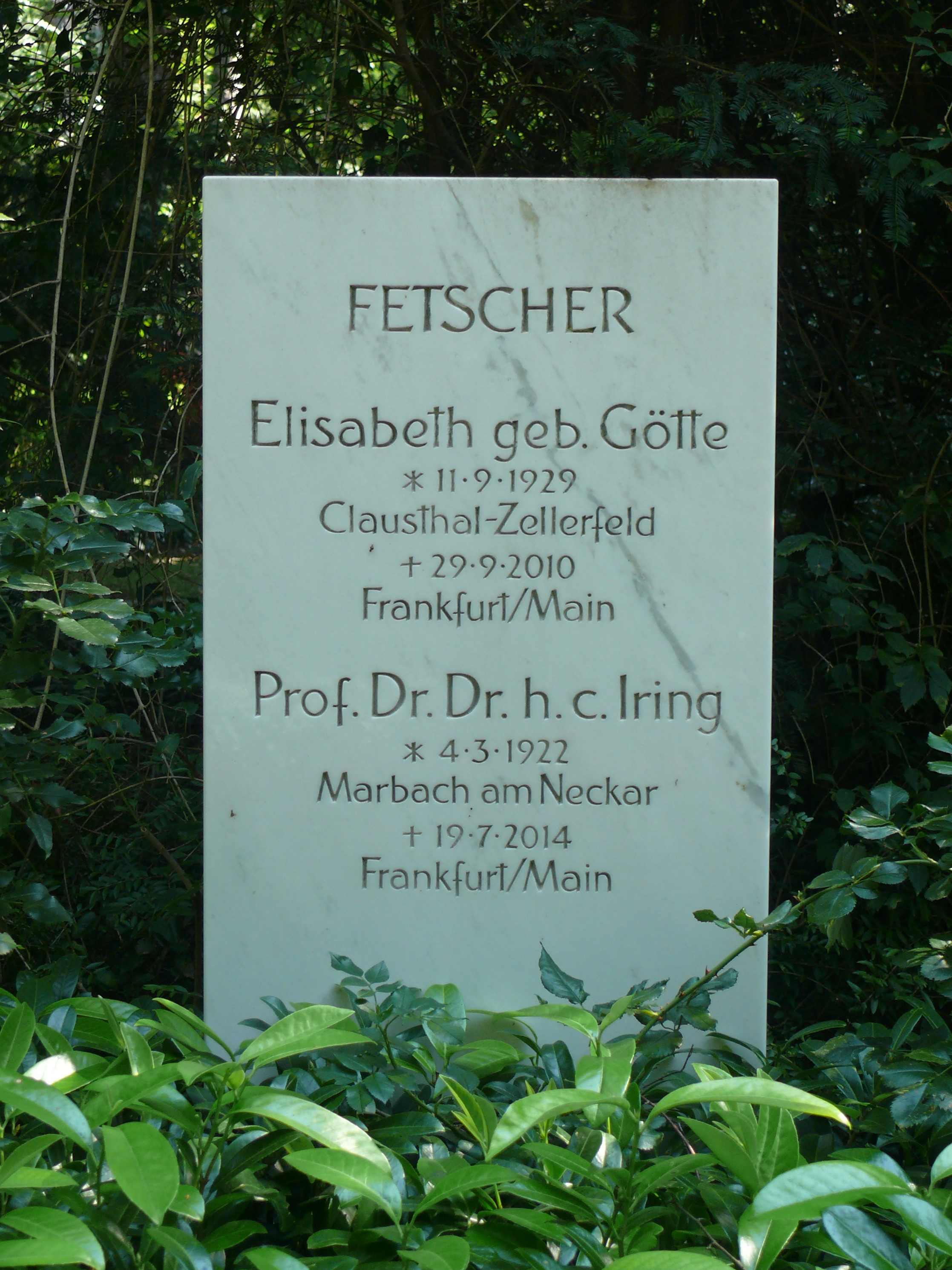
Grab von Iring Fetscher

Fetscher war verheiratet mit Elisabeth Fetscher, geborene Götte (1929–2010). Gemeinsam hatten sie vier Kinder, darunter die Journalistin Caroline Fetscher. Das Grab von Iring und Elisabeth Fetscher befindet sich auf dem Frankfurter Hauptfriedhof.

## Werk
Iring Fetscher fand zu seinem späteren Hauptthema – Marx und Marxismus – durch einen Artikel in Les Temps Modernes, in dem der französische Ideenhistoriker Henri Arvon auf eine, wie Fetscher in seinem ersten wissenschaftlichen Beitrag berichtet, „unerklärliche Lücke in der Marx-Forschung“ hinweist: die Klärung der Bedeutung von Max Stirner für die theoretische Entwicklung von Karl Marx. Fetscher widmete sich dann zwar nicht der Schließung dieser Lücke, wurde jedoch zu einem der führenden westlichen Erforscher der Lehren von Marx und der von ihnen abgeleiteten Doktrinen. Zu seinen bekanntesten Schriften zählen Von Marx zur Sowjetideologie (1957) und das dreibändige Werk Der Marxismus. Seine Geschichte in Dokumenten (1963–1968). 1985 gab Fetscher zusammen mit Herfried Münkler das fünfbändige Standardwerk Pipers Handbuch der politischen Ideen heraus. In seinem Buch Überlebensbedingungen der Menschheit (1991) rekonstruiert er ökologische Positionen in der Marxschen und Kritischen Theorie und thematisiert die kapitalistischen Grundlagen der Umweltzerstörung. Weitere Schwerpunkte seiner wissenschaftlichen Tätigkeit waren Studien über Rousseau, Hegel und Hobbes.
Eine hohe Bekanntheit in der Bundesrepublik erreichte er auch durch eine häufige Präsenz im Fernsehen, wo er Themen wie Mitbestimmung, den Terrorismus der RAF und „die Grenzen des Wachstums“ kommentierte. Fetscher positionierte sich „gegen Konservatismus und gegen Kommunismus“. Er beteiligte sich häufig an den Frankfurter Römerberggesprächen.
Mitte der 1990er Jahre begann Fetscher, sich öffentlich intensiver mit seiner nationalsozialistischen Vergangenheit auseinanderzusetzen und legte 1995 unter dem Titel Neugier und Furcht. Versuch, mein Leben zu verstehen einen Lebensbericht vor.

## Politisches Engagement
Fetscher trat 1946 in die SPD ein, beriet Willy Brandt, als dieser Landespolitiker in Berlin war, arbeitete an der Seite von Erhard Eppler als Mitglied der SPD-Grundwertekommission und beriet die Bundeskanzler Willy Brandt und Helmut Schmidt. Als Mitglied der von der sozial-liberalen Bundesregierung eingesetzten Kommission zur Erforschung der geistigen Ursachen des Terrorismus besuchte er zusammen mit dem Sozialphilosophen Günter Rohrmoser den in Haft sitzenden Horst Mahler. Rohrmoser und Fetscher verfassten zusammen mehrere Bücher.

## Buch über Märchen
Durch sein „Märchen-Verwirrbuch“ Wer hat Dornröschen wachgeküßt? (1972), das bis 1990 eine Auflage von 250.000 erreichte, wurde Fetscher einer weiteren Öffentlichkeit bekannt.

## Ehrungen
- Goetheplakette der Stadt Frankfurt am Main (1992)
- Chevalier des Ordre des Palmes Académiques (1993)
- Bundesverdienstkreuz I. Klasse (1993)
- Hessischer Verdienstorden, überreicht am 11. April 2003
- Ehrendoktorwürde der Universität Osnabrück (2004)[16]
- Verdienstorden des Landes Baden-Württemberg, überreicht am 20. April 2013

## Schriften
- 1956: Von Marx zur Sowjetideologie. 1956. 22 Auflagen bis 1987, zuletzt unter dem Titel Von Marx zur Sowjetideologie. Darstellung, Kritik und Dokumentation des sowjetischen, jugoslawischen und chinesischen Marxismus. Diesterweg, Frankfurt 1987, ISBN 3-425-07363-X.
- 1960: Rousseaus politische Philosophie. Zur Geschichte des demokratischen Freiheitsbegriffs. Neuwied, Berlin: Luchterhand, 1960.
- 1963: Der Marxismus. Seine Geschichte in Dokumenten, 1963–1965, 3 Bde. DNB 451254309
- 1967: Karl Marx und der Marxismus. München: Piper, 1967.
- 1972: Wer hat Dornröschen wachgeküßt? Das Märchen-Verwirrbuch. Düsseldorf: Claassen, 1972. (dt. Gesamtauflage über 250.000 Ex.) ISBN 3-546-42723-8.
- 1976: Herrschaft und Emanzipation. Zur Philosophie des Bürgertums, München 1976
- 1980: Überlebensbedingungen der Menschheit. Zur Dialektik des Fortschritts. Piper 1980, Neuausgabe: 1985, ISBN 3-492-00504-7. Mit Nachwort 1990, Dietz, 1991.[17]
- 1981: Bundesminister des Innern (Hrsg.): Analysen zum Terrorismus. Westdeutscher Verlag, Opladen 1981–1984, Band 1: Iring Fetscher, Günter Rohrmoser (und Mitarbeiter): Ideologien und Strategien. 1981.
- 1983: Arbeit und Spiel. Stuttgart: Reclam, 1983, ISBN 3-15-007979-9. (Darin die autobiografische Einleitung Reflexionen über meine geistige Entwicklung, S. 3–24)
- 1983: als Mitherausgeber: Neokonservative und Neue Rechte. Der Angriff gegen Sozialstaat und liberale Demokratie in den Vereinigten Staaten, Westeuropa und der Bundesrepublik, München 1983
- 1985: als Mitherausgeber: Pipers Handbuch der politischen Ideen. 5 Bände, München 1985ff.
- 1995: Neugier und Furcht. Versuch, mein Leben zu verstehen. Hamburg: Hoffmann und Campe, 1995, ISBN 3-455-11079-7.
- 1999: Neck mich beim Château Margaux. In: Frankfurter Allgemeine Zeitung. 26. November 1999, S. 41.
- 1999: Marx. Herder, Freiburg im Breisgau u. a. 1999, ISBN 978-3-451-04728-2
- 2002: Zusammen mit Alfred Schmidt (Hrsg.): Emanzipation als Versöhnung. Zu Adornos Kritik der „Warentausch“-Gesellschaft und Perspektiven der Transformation. Frankfurt am Main: Verlag Neue Kritik, 2002. ISBN 3-8015-0356-9
- 2005: Sammelleidenschaft und spielerische Neugier. Eine weltoffene Familie. In: Familie Marx privat, Akademie Verlag, Berlin 2005, S. XIII-LIII ISBN 3-05-004118-8.
- 2006: Karl Marx, Friedrich Engels: Studienausgabe. Überlegungen, die zur Zusammensetzung der Texte zur Studienausgabe in vier Bänden (1966) geführt haben. In: Beiträge zur Marx-Engels-Forschung. Neue Folge. Sonderband 5. Die Marx-Engels-Werkausgaben in der UdSSR und DDR (1945–1968). Hrsg. von Carl-Erich Vollgraf, Richard Sperl und Rolf Hecker. Argument Verlag, Hamburg 2006, S. 463–470, ISBN 3-88619-691-7.
- 2007: Für eine bessere Gesellschaft. Studien zu Sozialismus und Sozialdemokratie. Hrsg. von Clemens K. Stepina u. a. Wien: Lehner, 2007, ISBN 3-901749-57-8.
- 2018: Marx. Eine Einführung. suhrkamp, Berlin 2018, ISBN 978-3-518-29855-8.